# قتلگاه‌های تگزاس
قتلگاه‌های تگزاس (انگلیسی: Texas Killing Fields) فیلمی در ژانر جنایی و معمایی به کارگردانی آمی کینن مان است که در سال ۲۰۱۱ منتشر شد.

## بازیگران
- سم ورثینگتون
- جفری دین مورگان
- جسیکا چستین
- کلویی گریس مورتس
- استیون گراهام
- جیسون کلارک
- آنابت گیش
- شریل لی